# Яблонь
Яблонь (словац. Jabloň) — село в Словаччині, Гуменському окрузі Пряшівського краю. Розташоване в східній частині Словаччини в південній частині Низьких Бескидів в долині Вирави та Липової.

## Історія
Уперше згадується у 1405 році.
За Кубійовичем Яблінка — південна межа української етнічної території.
У селі є римо-католицький костел Найсвятішого серця Ісуса та будинок—садиба з початку XIX століття в стилі класицизму.

## Населення
| Рік:            | 1994. | 2004.   | 2014.   | 2024.    |
| --------------- | ----- | ------- | ------- | -------- |
| Кількість осіб: | 476   | 455     | 420     | 374      |
| Різниця:        |       | -4,41 % | -7,69 % | -10,95 % |

| Рік:            | 2023. | 2024.   |
| --------------- | ----- | ------- |
| Кількість осіб: | 378   | 374     |
| Різниця:        |       | -1,05 % |

У селі проживає 431 осіб.
Національний склад населення (за даними останнього перепису населення — 2001 року):
- словаки — 99,15 %,
- русини — 0,43 %,
- українці — 0,21 %.

Склад населення за приналежністю до релігії станом на 2001 рік:
- римо-католики — 78,94 %,
- греко-католики — 2,13 %,
- не вважають себе вірянами або не належать до жодної вищезгаданої конфесії — 18,94 %.